# 夢のカケラ feat. ファンキー加藤 & ベリーグッドマン
｢夢のカケラ｣はSPICY CHOCOLATE Feat. ファンキー加藤&ベリーグッドマンの楽曲。SPICY CHOCOLATEのアルバム｢TOKYO HEART BEATS｣に収録されている。

## 曲の詳細
1. 夢のカケラ [4:15]
  - 作詞 : ファンキー加藤/ベリーグッドマン 作曲 : SPICY CHOCOLATE/ファンキー加藤/ベリーグッドマン